# 岡本哲志
岡本 哲志（おかもと さとし、1952年 - ）は、日本の都市史学者。専攻は、都市形成史、都市論。
東京都中野区若宮生まれ。法政大学工学部建築学科卒業。2004年「銀座における都市空間の形成と変容の過程に関する研究」で法政大博士(工学)。岡本哲志都市建築研究所代表、法政大学エコ地域デザイン研究センター客員研究員、法政大学デザイン工学部教授を務め、2016年退任。九段観光ビジネス専門学校元校長。日本建築学会会員、日本都市計画学会会員。
『ブラタモリ』に計8回出演した。

## 著書
- 『銀座 土地と建物が語る街の歴史』法政大学出版局 2003
- 『銀座四百年 都市空間の歴史』 講談社選書メチエ 2006
- 『江戸東京の路地 身体感覚で探る場の魅力』学芸出版社 2006
- 『「丸の内」の歴史 丸の内スタイルの誕生とその変遷』ランダムハウス講談社 2009
- 『銀座を歩く 江戸とモダンの歴史体験』学芸出版社 2009　のち講談社文庫
- 『港町のかたち その形成と変容』(水と〈まち〉の物語シリーズ) 法政大学出版局 2010
- 『古地図で歩く　江戸城・大名屋敷』平凡社 2011
- 『古地図で歩く　天皇家と宮家のお屋敷』平凡社 2011
- 『最高に楽しい大江戸MAP』エクスナレッジ 2013
- 『東京「路地裏」ブラ歩き 路地裏の達人が"通の楽しみ方"を徹底ガイド!』（写真：鈴木知之）講談社 2014
- 『江戸→TOKYOなりたちの教科書 一冊でつかむ東京の都市形成史』淡交社 2017
- 『銀座を歩く 四百年の歴史体験』講談社文庫2017
- 『川と掘割"20の跡"を辿る江戸東京歴史散歩』PHP新書 2017
- 『江戸→東京なりたちの教科書2 丸の内・銀座・神楽坂から東京を解剖する』淡交社 2018
- 『江戸→東京なりたちの教科書3 東京の基盤をつくった「武家屋敷物語」』淡交社 2018
- 『地形で読みとく都市デザイン』学芸出版社 2019

### 共編著・監修
- 『水辺から都市を読む 舟運で栄えた港町』陣内秀信共編著 法政大学出版局 2002
- 『東京エコシティ 新たなる水の都市へ』法政大学大学院エコ地域デザイン研究所, 東京キャナル・プロジェクト実行委員会編著,陣内秀信監修 寺田真理子共企画編集 鹿島出版会 2006
- 『港町の近代 門司・小樽・横浜・函館を読む』日本の港町研究会共著 学芸出版社 2008
- 『一丁倫敦と丸の内スタイル 三菱一号館からはじまる丸の内の歴史と文化』監修 三菱地所 2009
- 『まち路地再生のデザイン 路地に学ぶ生活空間の再生術』宇杉和夫,青木仁,井関和朗共編著 彰国社 2010
- 『古地図で歩く天皇家と宮家のお屋敷 歴史と地形で愉しむ明治・現代』監修 平凡社 別冊太陽 太陽の地図帖 2011
- 『「3.11」からの再生 三陸の港町・漁村の価値と可能性』河村哲二,吉野馨子共編著 御茶の水書房 2013

## テレビ出演

### 「ブラタモリ」（NHK総合）
第1シリーズ
- 2009年10月22日「銀座」
- 2009年12月3日「本郷台地」
- 2010年3月11日「六本木」
- 2011年1月6日「総集編スペシャル」

第2シリーズ
- 2010年10月14日「丸の内」
- 2011年1月20日「羽田」
- 2011年1月27日「池袋・巣鴨」

第4シリーズ
- 2019年6月22日「東京白金〜白金はなぜシロカネーゼの街になった？〜」

### その他
- ロデオ倶楽部!〜season II〜（BSフジ・2014年12月7日）
- 歴史ミステリー 日本の城見聞録「2時間スペシャル　天下無双の江戸城　家康・秀忠・家光“葵三代”の野望」（BS朝日・2017年5月4日）
- ネーミングバラエティー 日本人のおなまえっ!「東京おなまえツアー～下町～」（NHK総合・2018年9月27日）

## 論文
- <岡本哲志